# Stephanolasca waterhousei
Stephanolasca waterhousei är en insektsart som beskrevs av Van der Weele 1909. Stephanolasca waterhousei ingår i släktet Stephanolasca och familjen fjärilsländor. Inga underarter finns listade i Catalogue of Life.